# Paloma Gómez Ossorio
Paloma Gómez Ossorio (Madrid, 11 de març de 1943 ha estat una política alicantina d'origen madrileny, diputada a les Corts Valencianes en la III Legislatura.

## Biografia
Va fer estudis de dret, però no ha acabat la carrera, i ha treballat com a professora d'idiomes i com a especialista en rehabilitació sanitària.
Inicialment va militar en la Unió de Centre Democràtic, partit amb el qual fou candidata per la província d'Alacant al Congrés dels Diputats a les eleccions generals espanyoles de 1977 i al Senat a les eleccions generals espanyoles de 1979, però no fou escollida. Després de l'ensulsiada de la UCD va marxar al Partit d'Acció Democràtica de Francisco Fernández Ordóñez. Va entrar en el PSPV-PSOE de la mà de Luis Berenguer Fuster, i fou escollida regidora de l'ajuntament d'Alacant a les eleccions municipals espanyoles de 1983 i diputada a les eleccions a les Corts Valencianes de 1991. Ha estat vicepresidenta de la Comissió de Política Social i Ocupació de les Corts Valencianes.
Posteriorment fou assessora de la campanya electoral del PSPV a les eleccions a les Corts Valencianes de 1995, però el 1996 fou contractada pel Partido Popular per treballar a la Diputació d'Alacant. Aleshores ingressà al PP, i pel gener de 2011 fou nomenada Directora General de Planificació i Gestió del Medi de la Conselleria de Medi Ambient de la Generalitat Valenciana.